# Vojenská správa Belgie a severní Francie

Vojenská správa v Belgii a severní Francii

Vojenská správa Belgie a severní Francie (německy Militärverwaltung Belgien und Nordfrankreich) byla v letech 1940-1944 správa okupovaného území, které obsahovalo dnešní Belgii a francouzské departmenty Nord a Pas-de-Calais.
Oblast byla původně spravovaná prozatímní okupační moci, která byla založena nacistickým Německem. Tento stav trval až do července 1944. Plány převést Belgii od vojenské do civilní správy byly podporovány v SS, a to do podzimu 1942, kdy se plány odložily na pozdější dobu. SS navrhlo buď Josefa Terbovena nebo Ernsta Kaltenbrunnera jako komisaře Říšské civilní správy. Dne 18. července 1944 byl jmenován Říšským komisařem v Říšském komisariátu Belgie a severní Francie (německy Reichskommissariat Belgien und Nordfrankreich nebo Reichskommissariat für die besetzten Gebiete von Belgien und Nordfrankreich) Josef Grohe.